# Montenegrinisch-polnische Beziehungen
Die Montenegrinisch-polnischen Beziehungen sind die außenpolitischen Beziehungen zwischen Montenegro und Polen. 
Nach dem Zerfall von Jugoslawien erkannte Polen im August 2006 die Unabhängigkeit von Montenegro an, diplomatische Beziehungen wurden kurz darauf aufgenommen. Nach dem Ende des Kalten Krieges trat die Dritte Polnische Republik der EU und der NATO bei, Montenegro bemüht sich um die Aufnahme in beide Staatenbünde. Die Beziehungen sind gut und freundschaftlich. Montenegro ist ein beliebtes Ziel polnischer Urlauber. Polnische Archäologen der Universität Warschau sind an Ausgrabungen in Montenegro beteiligt. Polnische Unternehmen haben in den Bergbau in Montenegro investiert, insbesondere den Abbau von Zink, Blei und seltenen Erden.
Polen besitzt eine Botschaft in Podgorica. Montenegro hat eine Botschaft in Warschau.